# Siédougou
Siédougou är en ort i Burkina Faso.   Den ligger i provinsen Gnagna Province och regionen Est, i den nordöstra delen av landet, 170 km nordost om huvudstaden Ouagadougou. Siédougou ligger 268 meter över havet och antalet invånare är 2 938.
Terrängen runt Siédougou är platt. Närmaste större samhälle är Bonsiéga, 19,9 km norr om Siédougou.
Trakten runt Siédougou består i huvudsak av gräsmarker. Runt Siédougou är det ganska tätbefolkat, med 134 invånare per kvadratkilometer.